# Auf Heller und Pfennig
Auf Heller und Pfennig ist ein strategisches Brettspiel des deutschen Spieleautors Reiner Knizia, das zuerst 1994 bei dem Verlag Hans im Glück erschien.
2002 wurde das Spielprinzip für das Fantasyspiel Kingdoms von dem amerikanischen Verlag Fantasy Flight Games neu aufgegriffen und überarbeitet, in den Folgejahren erschien es international in Lizenz bei mehreren Verlagen. Eine weitere Überarbeitung durch Jeff Tidball erschien ab 2007 als Beowulf: The Movie Board Game ebenfalls bei Fantasy Flight Games sowie auf Deutsch als Beowulf: Das Spiel zum Film beim Heidelberger Spieleverlag.

## Hintergrund und Spielmaterial
Auf Heller und Pfennig ist ein Strategiespiel, bei dem die Spieler versuchen, durch Platzieren von Marktständen sowie verschiedenen Werteplättchen auf einem vorgegebenen Spielraster möglichst viel Geld zu verdienen und zugleich den Gegnern negative Plättchen zuzuspielen. Das Spielmaterial besteht entsprechend aus einem Spielplan mit einem Spielfeld aus fünf mal sechs Feldern, vier farbigen Sätzen von Spielsteinen (Marktstände mit 1 bis 4 Waren) sowie insgesamt 22 Plättchen mit kaufkräftigen Kunden (12 mit schwarzen Zahlen von 1 bis 6), üblen Gesellen (6 mit roten Zahlen von 1 bis 6) sowie vier Sonderplättchen (2 mal Feuer, je einmal Geldbeutel und böser Blick). Hinzu kommt ein Rundenzähler sowie Spielgeld in Form von Münzen mit Werten von 1, 5, 10, 50 und 100 Hellern und Pfennigen.

## Spielablauf
Zur Spielvorbereitung erhält jeder Spieler ein farbiges Set von Marktständen mit je 1 bis 4 Waren. Der Spielplan wird in die Tischmitte gelegt und die Plättchen werden verdeckt gemischt, jeder Spieler bekommt eines der Plättchen und der Rest wird zum Ziehen bereit gelegt. Das Geld wird bereit gelegt und jeder Spieler bekommt Münzen im Wert von 50 Hellern und Pfennigen, der Rundenzähler kommt auf die Position 1 von dreien.
Beginnend mit einem Startspieler spielen die Mitspieler reihum und machen jeweils einen Zug. Dabei können sie pro Zug jeweils eine von drei möglichen Aktionen ausführen:
1. einen Marktstand platzieren,
2. ein Plättchen ziehen und offen auf dem Spielfeld platzieren, oder
3. ihr eigenes Startplättchen ausspielen.

Auf diese Weise wird das anfangs leere Spielfeld zunehmend mit Marktständen und Plättchen gefüllt. Immer, wenn eine waagerechte oder senkrechte Reihe auf dem Spielfeld vollständig ist, wird diese ausgewertet und alle Spieler, die Stände ihrer Farbe in dieser Reihe haben, bekommen ihren Gewinn bzw. müssen ihren Verlust aus dieser Reihe zahlen. Die Auswertung erfolgt abhängig von den in der Reihe liegenden Plättchen und dem Warenwert der Stände. Dabei zählen:
- Plättchen mit schwarzen Zahlen (zahlungskräftige Kunden) den auf dem Plättchen angegebenen Münzwert als positiven Wert,
- Plättchen mit roten Zahlen (üble Gesellen) den auf dem Plättchen angegebenen Münzwert als Minuswert,
- das Plättchen mit den Geldbeuteln verdoppelt den Wert der Reihe (positiv wie negativ),
- die Feuerplättchen trennen die Reihe in zwei einzelne Reihen, die einzeln und unabhängig voneinander gewertet werden, und
- der böse Blick sorgt dafür, dass alle in der Reihe liegenden positiven Werte ignoriert und nur die negativen Werte gezählt werden.

Das Ergebnis der Plättchenwertung wird mit der Anzahl der Warenwerte, die die einzelnen Spieler in der abgerechneten Reihe haben, multipliziert. Die jeweiligen Spieler bekommen das Ergebnis in Form von Münzen ausgezahlt oder müssen, bei negativen Werten, den eingeforderten Betrag bezahlen.
Wenn die letzten Felder des Spielplans gefüllt sind und die letzten Abrechnungen erfolgt sind, endet die Runde. Der Rundenmarker wird um ein Feld vorgesetzt und die nächste Runde wird wie der Spielbeginn vorbereitet. Das Spiel endet nach drei Runden und der Spieler mit dem meisten Geld gewinnt das Spiel.

## Ausgaben und Rezeption
Das Spiel Auf Heller und Pfennig wurde von dem deutschen Spieleautor Reiner Knizia entwickelt und erschien 1994 bei dem Spieleverlag bei dem Verlag Hans im Glück. 2002 wurde das Spielprinzip für das Fantasyspiel Kingdoms von dem amerikanischen Verlag Fantasy Flight Games neu aufgegriffen und überarbeitet, in den Folgejahren erschien es international in Lizenz bei mehreren Verlagen. Eine weitere Überarbeitung durch Jeff Tidball erschien ab 2007 als Beowulf: The Movie Board Game ebenfalls bei Fantasy Flight Games sowie auf Deutsch als Beowulf: Das Spiel zum Film beim Heidelberger Spieleverlag.
Das Spiel wurde beim Deutschen Spielepreis 1995 auf Rang sieben gewählt. Als Kingdoms gewann das Spiel den Origins Award für das beste abstrakte Brettspiel des Jahres 2002.

## Belege
1. 1 2 3 4  'Spielbeschreibung und Spielregeln für Kategorum, spielphase.de; abgerufen am 23. Oktober 2019.
2. ↑  Versionen von Auf Heller und Pfennig / Kingdoms in der Datenbank BoardGameGeek; abgerufen am 27. Oktober 2019.
3. ↑  Beowulf: Das Spiel zum Film in der Spieledatenbank BoardGameGeek (englisch); abgerufen am 27. Oktober 2019.